# Премія «Золота малина» за найгіршу чоловічу роль
Премія «Золота малина» за найгіршу чоловічу роль — це нагорода, яку вручають на щорічній церемонії вручення премії «Золота малина» найгіршому акторові попереднього року. Нижче наведено список номінантів та переможців цієї нагороди, а також фільми, за які вони були номіновані.
Категорія «актор» розширилася, включивши в себе суб’єктів документального кіно; цей процес критикували. П’ятеро лауреатів отримали її завдяки своїй публічній діяльності: Джордж Буш мол., Дінеш Д’Соуза, Дональд Трамп, Майк Лінделл і Леброн Джеймс. Чотири з них з'явилися в документальних фільмах; Леброн Джеймс з'явився у фільмі «Космічний джем: Нове покоління».

## Переможці

### 1980-ті роки
| Рік  | Актор              | Фільм                            | Персонаж                      |
| ---- | ------------------ | -------------------------------- | ----------------------------- |
| 1980 | Ніл Даймонд        | Співак джазу                     | Джесс Робін / Юссел Рабинович |
| 1981 | Клінтон Спілсбері  | Легенда про самотнього рейнджера | Джон Рід / Самотній рейнджер  |
| 1982 | Лоуренс Олів'є     | Інчхон                           | Дуглас Макартур               |
| 1983 | Крістофер Аткінс   | Ніч у раю                        | Рік Монро                     |
| 1984 | Сильвестр Сталлоне | Гірський кришталь                | Нік Мартінеллі                |
| 1985 | Сильвестр Сталлоне | Рембо: Перша кров, частина II    | Джон Рембо                    |
| 1985 | Сильвестр Сталлоне | Роккі 4                          | Роккі Бальбоа                 |
| 1986 | Прінс              | Під вишневим місяцем             | Крістофер Трейсі              |
| 1987 | Білл Косбі         | Леонард шостий                   | Леонард Паркер                |
| 1988 | Сильвестр Сталлоне | Рембо ІІІ                        | Джон Рембо                    |
| 1989 | Вільям Шетнер      | Зоряний шлях 5: Останній кордон  | Джеймс Т. Кірк                |

### 1990-ті роки
| Рік  | Актор              | Фільм                         | Персонаж            |
| ---- | ------------------ | ----------------------------- | ------------------- |
| 1990 | Ендрю Дайс Клей    | Пригоди Форда Ферлейна        | Форд Ферлейн        |
| 1991 | Кевін Костнер      | Робін Гуд: Принц злодіїв      | Робін Гуд           |
| 1992 | Сильвестр Сталлоне | Стій, або моя мама стрілятиме | Джо Бомовські       |
| 1993 | Берт Рейнольдс     | Коп з половиною               | Нік МакКенна        |
| 1994 | Кевін Костнер      | Ваєтт Ерп                     | Ваєтт Ерп           |
| 1995 | Полі Шор           | Поважний присяжний            | Томмі Коллінз       |
| 1996 | Том Арнольд        | Великі хлопці                 | Роско «Ікло» Біггер |
| 1996 | Том Арнольд        | Автопригоди                   | Франклін Ласло      |
| 1996 | Том Арнольд        | Сімейка придурків             | Стенлі Придурок     |
| 1996 | Полі Шор           | Біобудинок                    | Бад Макінтош        |
| 1997 | Кевін Костнер      | Листоноша                     | Листоноша           |
| 1998 | Брюс Вілліс        | Армагеддон                    | Гаррі Стемпер       |
| 1998 | Брюс Вілліс        | Меркурій в небезпеці          | Арт Джеффріс        |
| 1998 | Брюс Вілліс        | Облога                        | Вільям Деверо       |
| 1999 | Адам Сендлер       | Великий тато                  | Санні Коуфакс       |

### 2000-ні роки
| Рік  | Актор                                                          | Фільм                 | Персонаж                              |
| ---- | -------------------------------------------------------------- | --------------------- | ------------------------------------- |
| 2000 | Джон Траволта                                                  | Поле битви — Земля    | Терл                                  |
| 2000 | Джон Траволта                                                  | Щасливі номери        | Расс Річардс                          |
| 2001 | Том Грін                                                       | Пішов ти, Фредді      | Ґордон «Ґорд» Броуді                  |
| 2002 | Роберто Беніньї (дубльований Брекіном Меєром у стилі Ґодзілли) | Піноккіо              | Піноккіо                              |
| 2003 | Бен Аффлек                                                     | Шибайголова           | Метт Мердок / Шибайголова             |
| 2003 | Бен Аффлек                                                     | Джилі                 | Ларрі Джилі                           |
| 2003 | Бен Аффлек                                                     | Час розплати          | Майкл Дженнінґс                       |
| 2004 | Джордж Буш мол.                                                | Фаренгейт 9/11        | сам себе                              |
| 2005 | Роб Шнайдер                                                    | Чоловік за викликом 2 | Дьюс                                  |
| 2006 | Марлон Веянс і Шон Веянс                                       | Пустун                | Келвін «Малюк» Сіммс і Дарріл Едвардс |
| 2007 | Едді Мерфі                                                     | Норбіт                | Норбіт / Расп'юша / Містер Вонг       |
| 2008 | Майк Маєрс                                                     | Секс-гуру             | Гуру Моріс Пітка                      |
| 2009 | Jonas Brothers                                                 | Концерт братів Джонас | самі себе                             |

### 2010-ті роки
| Рік  | Актор         | Фільм                                                | Персонаж                  |
| ---- | ------------- | ---------------------------------------------------- | ------------------------- |
| 2010 | Ештон Кутчер  | Кілери                                               | Спенсер Еймс              |
| 2010 | Ештон Кутчер  | День Святого Валентина                               | Рід Беннет                |
| 2011 | Адам Сендлер  | Джек і Джилл                                         | Джек та Джилл Садельстейн |
| 2011 | Адам Сендлер  | Дружина напрокат                                     | Даніель «Денні» Маккабі   |
| 2012 | Адам Сендлер  | Мій пацан                                            | Донні Берґер              |
| 2013 | Джейден Сміт  | Земля після нашої ери                                | Китай Рейдж               |
| 2014 | Кірк Кемерон  | Врятувати Різдво                                     | Кірк                      |
| 2015 | Джеймі Дорнан | П'ятдесят відтінків сірого                           | Крістіан Грей             |
| 2016 | Дінеш Д'Соуза | Америка Гілларі: Таємна історія Демократичної партії | сам себе                  |
| 2017 | Том Круз      | Мумія                                                | Нік Мортон                |
| 2018 | Дональд Трамп | Смерть нації                                         | сам себе                  |
| 2018 | Дональд Трамп | Фаренгейт 11/9                                       | сам себе                  |
| 2019 | Джон Траволта | Фанатик                                              | Лось                      |
| 2019 | Джон Траволта | Зіткнення                                            | Сем Монро                 |

### 2020-ті роки
| Рік  | Актор           | Фільм                          | Персонаж      |
| ---- | --------------- | ------------------------------ | ------------- |
| 2020 | Майк Лінделл    | Абсолютний доказ               | сам себе      |
| 2021 | Леброн Джеймс   | Космічний джем: Нове покоління | сам себе      |
| 2022 | Джаред Лето     | Морбіус                        | Майкл Морбіус |
| 2023 | Джон Войт       | Милосердя                      | Патрік Квінн  |
| 2024 | Джеррі Сайнфелд | Без глазурі                    | Боб Кабана    |

## Вікові рекорди
| Рекорд                 | Актор        | Фільм                 | Вік               |
| ---------------------- | ------------ | --------------------- | ----------------- |
| Найстарший переможець  | Джон Войт    | Милосердя             | 85 років, 71 день |
| Найстарший номінант    | Джон Войт    | Милосердя             | 85 років, 24 дні  |
| Наймолодший переможець | Джейден Сміт | Земля після нашої ери | 15 років 236 днів |
| Наймолодший номінант   | Гарі Коулман | На правильному шляху  | 14 років 49 днів  |

## Декілька перемог

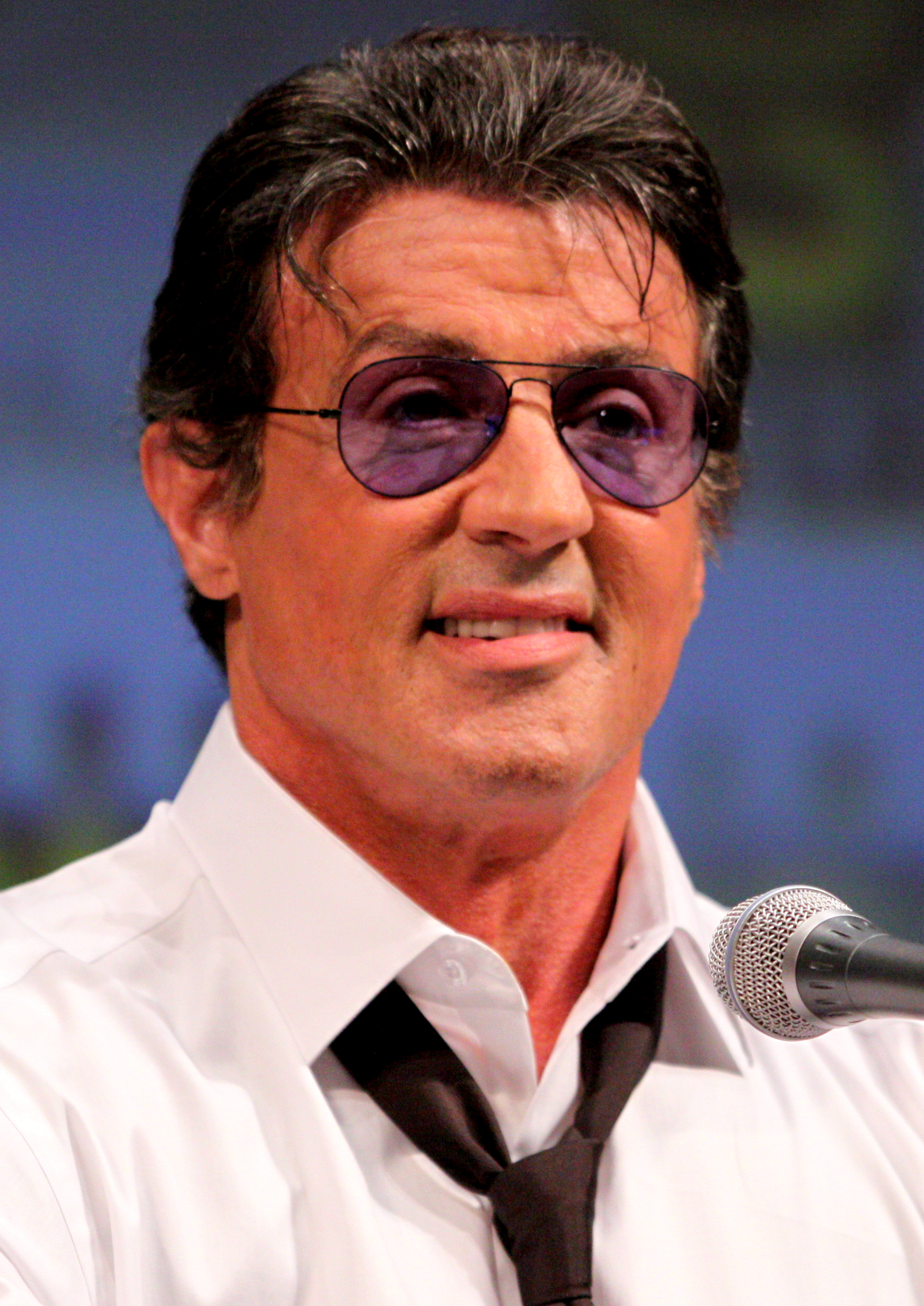
Сильвестр Сталлоне є рекордсменом за кількістю номінацій (16), послідовних номінацій (9, 1984–92) та перемог (4).

| Перемоги | Актор              |
| -------- | ------------------ |
| 4        | Сильвестр Сталлоне |
| 3        | Кевін Костнер      |
| 3        | Адам Сендлер       |
| 2        | Полі Шор           |
| 2        | Джон Траволта      |

## Декілька номінацій

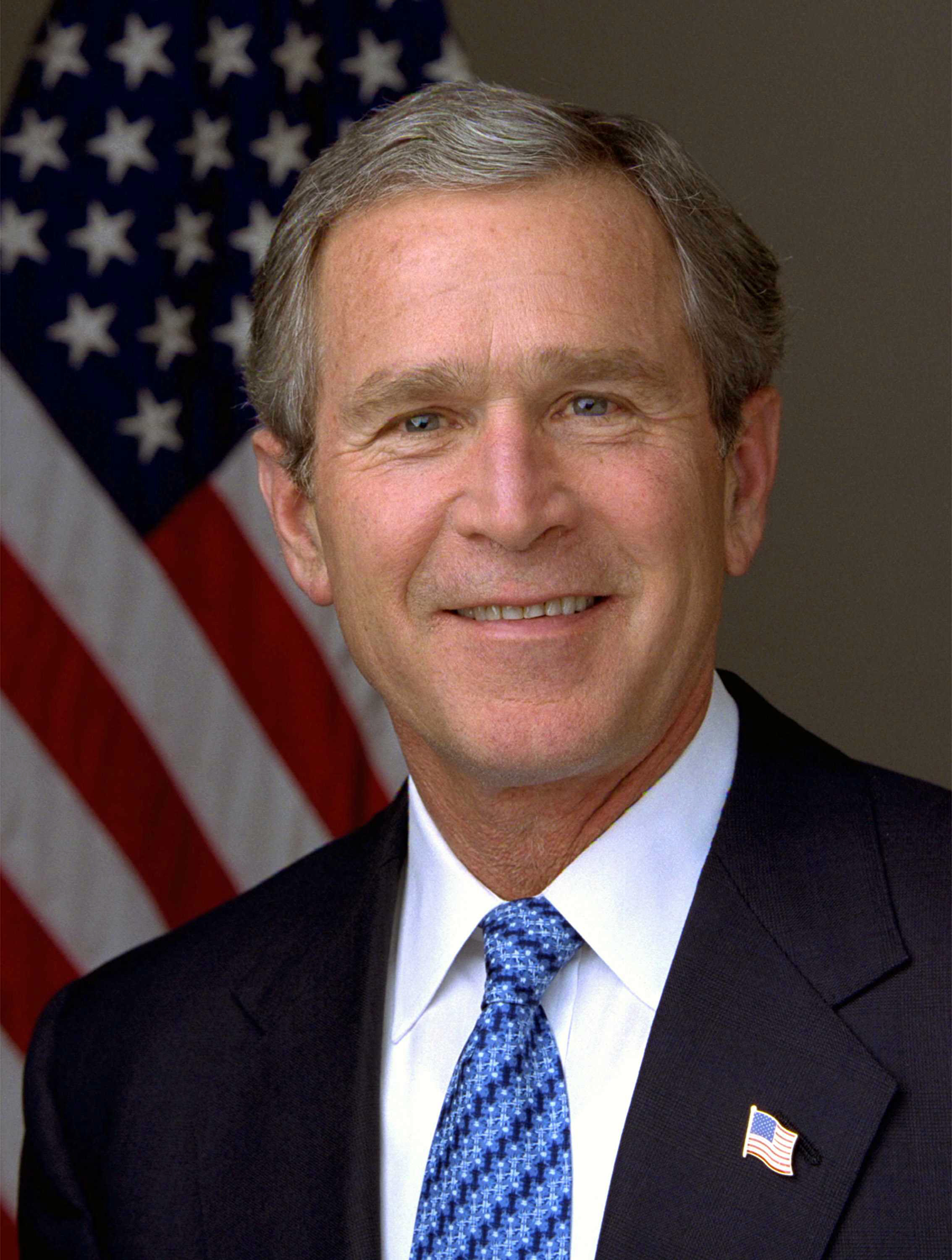
Джордж Буш (2001–2009) став першим президентом Сполучених Штатів, який здобув премію «Золота малина» під час свого правління.

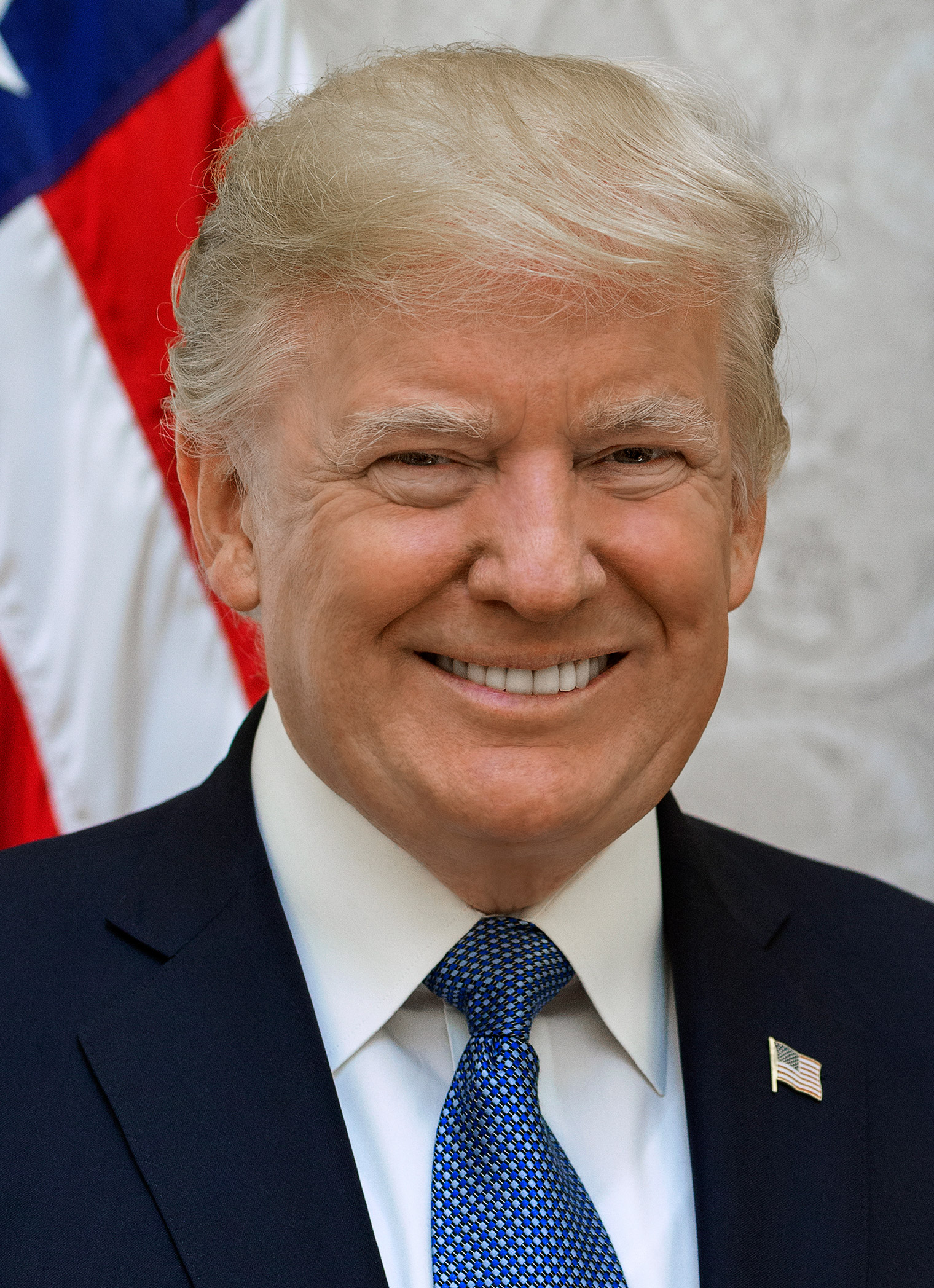
Дональд Трамп (2017–2021) — останній президент, якого номінували на премію за найгіршу чоловічу роль. Він також є першою людиною, яка стала президентом після того, як уже виграла премію «Золота малина».

| Номінації | Актор                  |
| --------- | ---------------------- |
| 16        | Сильвестр Сталлоне     |
| 12        | Адам Сендлер           |
| 7         | Кевін Костнер          |
| 7         | Джон Траволта          |
| 5         | Ніколас Кейдж          |
| 5         | Едді Мерфі             |
| 4         | Бен Аффлек             |
| 4         | Джонні Депп            |
| 4         | Арнольд Шварценеггер   |
| 4         | Брюс Вілліс            |
| 3         | Том Круз               |
| 3         | Вілл Феррелл           |
| 3         | Ештон Кутчер           |
| 3         | Кіану Рівз             |
| 3         | Берт Рейнольдс         |
| 3         | Стівен Сігал           |
| 3         | Марк Волберг           |
| 2         | Крістофер Аткінс       |
| 2         | Джек Блек              |
| 2         | Джерард Батлер         |
| 2         | Ендрю Дайс Клей        |
| 2         | Він Дізель             |
| 2         | Джеймі Дорнан          |
| 2         | Куба Гудінг (молодший) |
| 2         | Ларрі-кабельник        |
| 2         | Тейлор Лотнер          |
| 2         | Майк Маєрс             |
| 2         | Джадд Нельсон          |
| 2         | Раян О'Ніл             |
| 2         | Аль Пачино             |
| 2         | Роберт Паттінсон       |
| 2         | Прінс                  |
| 2         | Роб Шнайдер            |
| 2         | Полі Шор               |
| 2         | Бен Стіллер            |
| 2         | Джон Войт              |